# Beowawe
Beowawe – region i opuszczone miasto w hrabstwie Eureka. Nazwa znaczy "brama" w języku Indian Paiute. Znajduje się na wysokości 1431,04 m n.p.m., przechodzą przez nie Droga Stanowa nr 306, (Nevada State Route 306) na południe od Autostrady Międzystanowej nr 80.
Oficjalnie, założone w 1868 roku z nadejściem kolei. W 1881 r. osiągnęło szczyt populacji wynoszący 60 stałych mieszkańców. W 1909 r. wybudowano elektrownię, ale siedem lat później większość mieszkańców opuściło Beowawe. Obecnie znajduje się tutaj elektrownia geotermiczna i duże gospodarstwo wydobywające propan, blisko torów kolejowych.
Beowawe to także nazwa jednego z dwóch (obok Steamboat Springs) gejzerów w tym regionie. Zostały mocno zniszczone po rozbudowie elektrowni w 1985 roku.